# Józef Sarnowski
Józef Leon Sarnowski (ur. 19 marca 1950 w Raciniewie) – polski inżynier rolnictwa, polityk, samorządowiec. W latach 2014–2018 i od 2024 wiceprzewodniczący sejmiku, w latach 2018–2024 członek zarządu województwa pomorskiego.

## Życiorys
Absolwent Akademii Rolniczo-Technicznej w Olsztynie (także studiów podyplomowych). Pracował w Kombinacie Rolniczym „Powiśle”, w PGR w Koniecwałdzie, w PPGR w Słupach, w PPH „Wrzos”, w Krajeńskich Zakładach Zbożowych, w Komers International w Straszynie oraz w przedsiębiorstwie Agro Pool Prima w Kmiecinie. Był też doradcą burmistrza Nowego Dworu Gdańskiego, do 2010 prezesem przedsiębiorstwa „Polan” Hodowla i Nasiennictwo Roślin Ogrodniczych w Gdańsku, do 2012 dyrektorem Pomorskiego Ośrodka Doradztwa Rolniczego w Gdańsku, a ostatnio prezesem firmy Bio-Żuławy z Nowego Dworu Gdańskiego.
Jako mieszkaniec Słup w 1997 kandydował do Sejmu z listy Unii Wolności, a w 1998 uzyskał mandat radnego miasta i gminy Szubin. W 2002 z ramienia Bezpartyjnego Bloku Wyborczego uzyskał reelekcję, a także ubiegał się o urząd jej burmistrza, zajmując 3. miejsce spośród 5 kandydatów. Po przenosinach na Żuławy Wiślane, w 2006 z ramienia Porozumienia Samorządowego 2006 uzyskał mandat radnego powiatu nowodworskiego. W 2010 z listy Samorządowego Forum Wyborczego „Razem Lepiej” uzyskał reelekcję. Po tym, jak przeniósł się do Czernina na Powiślu, w 2014 z listy Polskiego Stronnictwa Ludowego zdobył mandat radnego sejmiku pomorskiego, zostając jego wiceprzewodniczącym. W 2015 otwierał gdańską listę PSL do Sejmu, nie uzyskując mandatu. W 2018 ponownie zasiadł w sejmiku województwa, utrzymując funkcję wiceprzewodniczącego, z której jednak po tygodniu zrezygnował, zasiadając w zarządzie województwa. W 2019 jako kandydat Platformy Obywatelskiej bezskutecznie ubiegał się o mandat poselski z listy Koalicji Obywatelskiej. Z powodu startu z konkurencyjnej listy został w styczniu 2020 wykluczony z PSL. W marcu 2023 przystąpił do klubu KO w sejmiku. W tym samym roku ponownie kandydował bez powodzenia z jej listy do Sejmu. W 2024 utrzymał mandat radnego sejmiku na kolejną kadencję. W czerwcu tego samego roku zakończył zasiadanie w zarządzie województwa, powracając jednocześnie na funkcję wiceprzewodniczącego sejmiku.
W 1993 otrzymał Złoty Krzyż Zasługi.

## Życie prywatne
Syn Brunona i Daniusi. Ma żonę Danutę i dwóch synów. Jego brat bliźniak Brunon (1950–2012) w latach 1998–2002 pełnił mandat radnego sejmiku pomorskiego z ramienia Unii Wolności.